# Archaic Chain -アルカイック・チェイン-
『Archaic Chain -アルカイック・チェイン-』は、原作：天河信彦・作画：皇なつきによる日本の漫画作品。

## 概要
「義経伝説」を主題にさまざまな要素を盛り込んだ超伝奇作品。
『コミックブレイド臨時増刊コミックブレイドMASAMUNE』（マッグガーデン）にて連載。同誌2004年「初夏」号・同年「真夏号」・同年「秋」号および2005年「冬」号・同年「初春」号・同年「春」号・同年「初夏」号に掲載。
皇が天河を指名する形で連載が開始されたが、7回連載された後中断し、未完のまま終了した。
単行本は全1巻が刊行されており、巻数表示はない。一時は、続きを描き下ろしで発表するという計画があったらしいが、都合により叶わなかった。

## あらすじ
奈良・明日香。15歳にして影手流の当主となった鉄は、同じく影手流を継いでいる香具山家で生活を共にしていた。
夏休みのある日、「大モンゴル展」を訪れた鉄と天鼓は、謎の男アラヲミが展示品の「テムジンの太刀」を盗む現場に出くわすが、ひょんなことから鞘だけが2人の手元に残ってしまう。

## 登場人物
畝火 鉄（うねび まがね）／影輝（かげてる）
主人公で影手流畝火家の当主。「鉄（まがね）」の名を嫌っている。天鼓からは「てっちゃん」と呼ばれる。香具山家で暮らしている。
香具山 天鼓（かぐやま てんこ）
中学3年生。頬に客人の印がある。両親を「おとっちゃま」「おかあちゃま」と呼ぶ。
香具山 埴安（かぐやま はにやす）
天鼓の父親。影手流香具山家の当主。
香具山 知流夜（かぐやま ちるや）
埴安の妻。天鼓の身代わりに遮那王に連れ去られた。
キヨヒト／アラヲミ
光の剣を操る。手首に天鼓と同じ客人の印がある。姉が自分の身代わりに遮那王に連れ去られた。
ニギサキ／ミタマ
キヨヒトの従者。
佐久夜（さくや）
エンジェルラダー教団の教主。知流夜の妹。遮那王に連れ去られた姉を取り戻したいと願っている。

## 用語
影手流（かげてりゅう）
理論上、この世で最も薄い刃を持ち、斬れないものはないという影の太刀を操る流派。人の影を斬ると、自身の影が濃くなる。誤って開いてしまった霊道を閉じる防人の役目を果たす。
影の太刀
光の剣
霊道（レイライン）
神や鬼が通るとされる道。
遮那王（しゃなおう）
幼子の体の一部に印をつけ、「7歳になったら迎えにいく」と約束させさらっていく。身代わりがいれば本人でなくても良いらしく、天鼓の母とキヨヒトの姉がその例である。
客人（まろうど）

客人の印

エンジェルラダー教団
東京都墨田区に本部を構える教団。

## 書籍情報
- 天河信彦・皇なつき 『Archaic Chain -アルカイック・チェイン-』 マッグガーデン〈ブレイドコミックス〉
  1. 2010年10月10日発行 ISBN 4-86127-199-1